# Tamurejo
Tamurejo je španělská obec situovaná v provincii Badajoz (autonomní společenství Extremadura).

## Poloha
Obec je vzdálena 38,8 km od města Herrera del Duque, 140 km od Méridy a 203 km od města Badajoz. Patří do okresu La Siberia a soudního okresu Herrera del Duque. Obcí prochází národní silnice N-502.

## Historie
V roce 1834 se obec stává součástí soudního okresu Herrera del Duque. V roce 1842 čítala obec 90 usedlostí a 306 obyvatel.

## Odkazy

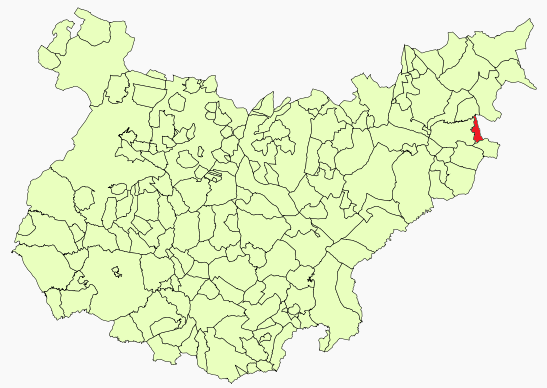
Poloha obce v provincii Badajoz

## Demografie
| Populace obce Tamurejo z let (1842–2010) | Populace obce Tamurejo z let (1842–2010) | Populace obce Tamurejo z let (1842–2010) | Populace obce Tamurejo z let (1842–2010) | Populace obce Tamurejo z let (1842–2010) | Populace obce Tamurejo z let (1842–2010) | Populace obce Tamurejo z let (1842–2010) | Populace obce Tamurejo z let (1842–2010) | Populace obce Tamurejo z let (1842–2010) | Populace obce Tamurejo z let (1842–2010) | Populace obce Tamurejo z let (1842–2010) | Populace obce Tamurejo z let (1842–2010) | Populace obce Tamurejo z let (1842–2010) | Populace obce Tamurejo z let (1842–2010) | Populace obce Tamurejo z let (1842–2010) | Populace obce Tamurejo z let (1842–2010) | Populace obce Tamurejo z let (1842–2010) | Populace obce Tamurejo z let (1842–2010) |
| ---------------------------------------- | ---------------------------------------- | ---------------------------------------- | ---------------------------------------- | ---------------------------------------- | ---------------------------------------- | ---------------------------------------- | ---------------------------------------- | ---------------------------------------- | ---------------------------------------- | ---------------------------------------- | ---------------------------------------- | ---------------------------------------- | ---------------------------------------- | ---------------------------------------- | ---------------------------------------- | ---------------------------------------- | ---------------------------------------- |
| 1842                                     | 1857                                     | 1860                                     | 1877                                     | 1887                                     | 1897                                     | 1900                                     | 1910                                     | 1920                                     | 1930                                     | 1940                                     | 1950                                     | 1960                                     | 1970                                     | 1981                                     | 1991                                     | 2001                                     | 2010                                     |
| 306                                      | 545                                      | 511                                      | 479                                      | 534                                      | 567                                      | 604                                      | 743                                      | 804                                      | 855                                      | 808                                      | 1 002                                    | 1 002                                    | 624                                      | 324                                      | 275                                      | 275                                      | 258                                      |